# 米库喵
米库喵，中国北京人，中国大陆女性同人音乐制作人，VOCALOID调教师，现为同人社团“初心社”的唯一成员(2020年1月1日初心社由她本人宣布解散)
，在Bilibili也发布了一些影响力较大的作品。

## 生平
在米库喵上大学的时候，她已知道VOCALOID，之后了解到角色主唱系列的初音未来，由此开始踏入中国大陆ACG同人圈，开始创作VOCALOID同人音乐。
2009年7月，与暗夜奏鸣合作，发表原创歌曲《风が浅梦になる》（中文：微风带走浅浅的梦），由此受到知名Vocaloid调教师“失明少女”的关注。在失明少女的邀请下，两人一同加入由画师Mikoto（MK）成立的，目标为打造原创的Vocaloid音乐专辑的悲剧社。
2009年10月，Vocaloid音乐专辑同人志套装《初音ミクの约束》（中文：《初音未来的约定》）在上海ComiCon 05漫展首次发售，与ComiCup 05漫展双展完售。
2010年初，米库喵与失明少女为寻求更大发展空间，从悲剧社独立，成立初心社。
2010年5月，米库喵主催，邀请众多知名画师，在北京临界·叁漫展展出Vocaloid音乐专辑合同志套装《初音ミクの再临》（中文：《初音未来的再临》）。
2010年6月，《初音ミクの再临》在上海ComiCup07发售。
2010年8月，《初音ミクの再临》CD同人志在北京首届粉红之壁-千色境界ComiQ漫展完售。
2010年10月，失明少女由于其个人原因退出了初心社。从此至今，初心社一直由米库喵单独管理。
2010年12月，君之绘羽社团邀请初心社联手打造Vocaloid原创音乐合同志套装《绮梦·聆音》 ，在北京M.Y.Comic圣诞祭专场漫展展出。
2011年3月，右手定则社团邀请初心社联合制作初音未来原创音乐专辑和音乐印象绘本套装《日语：，羅馬化：音の旅·楽の絵》》。

## 作品

### 同人音乐作品
米库喵参与制作的同人音乐专辑：
- 《初音未来的约定》
- 《初音未来的再临》
- 《初音未来的绮梦》
- 《音之旅》

### 画作
米库喵也有参与其同人音乐作品的相关画作：
- 《初音未来之世界旅行》

## 参与社团

### 悲剧社
画师Mikoto（MK）的个人社团。2009年7月，米库喵与失明少女进入社团，合力制作音乐同人志套装《初音未来的约定》。 

### 初心社
于2010年由乐师米库喵和调教师失明少女成立， 目前社团仅有米库喵一人常驻，独立完成旋律作曲、配器编曲、人声调制、混音母带等工作。另外某GALGAME游戏论坛的日语翻译暗夜奏鸣担任其原创歌曲的日语词作者。